# Секст Ноній Квінтіліан
Секст Ноній Квінтіліан (лат. Sextus Nonius Quintilianus; 26 рік до н. е. — 35 рік н. е.) — політичний і державний діяч ранньої Римської імперії, консул 8 року.

## Життєпис
Походив з роду Ноніїв. Син Луція Нонія Аспрената та Квінтілії. З 6 року н. е. входив до колегії монетаріїв. У 8 році обрано консулом разом з Марком Фурієм Каміллом. З 16 до 17 року обіймав посаду проконсула Азії. Надалі відійшов від державницької служби, займався декламаціями.

## Родина
Дружина — Сосія
Діти:
- Секст Ноній Квінтіліан, консул-суффект 38 року.
- Луцій Ноній Квінтіліан